# Diaspidiotus socialis
Diaspidiotus socialis är en insektsart som först beskrevs av Hoke 1927.  Diaspidiotus socialis ingår i släktet Diaspidiotus och familjen pansarsköldlöss. Inga underarter finns listade i Catalogue of Life.